# VfL Gummersbach

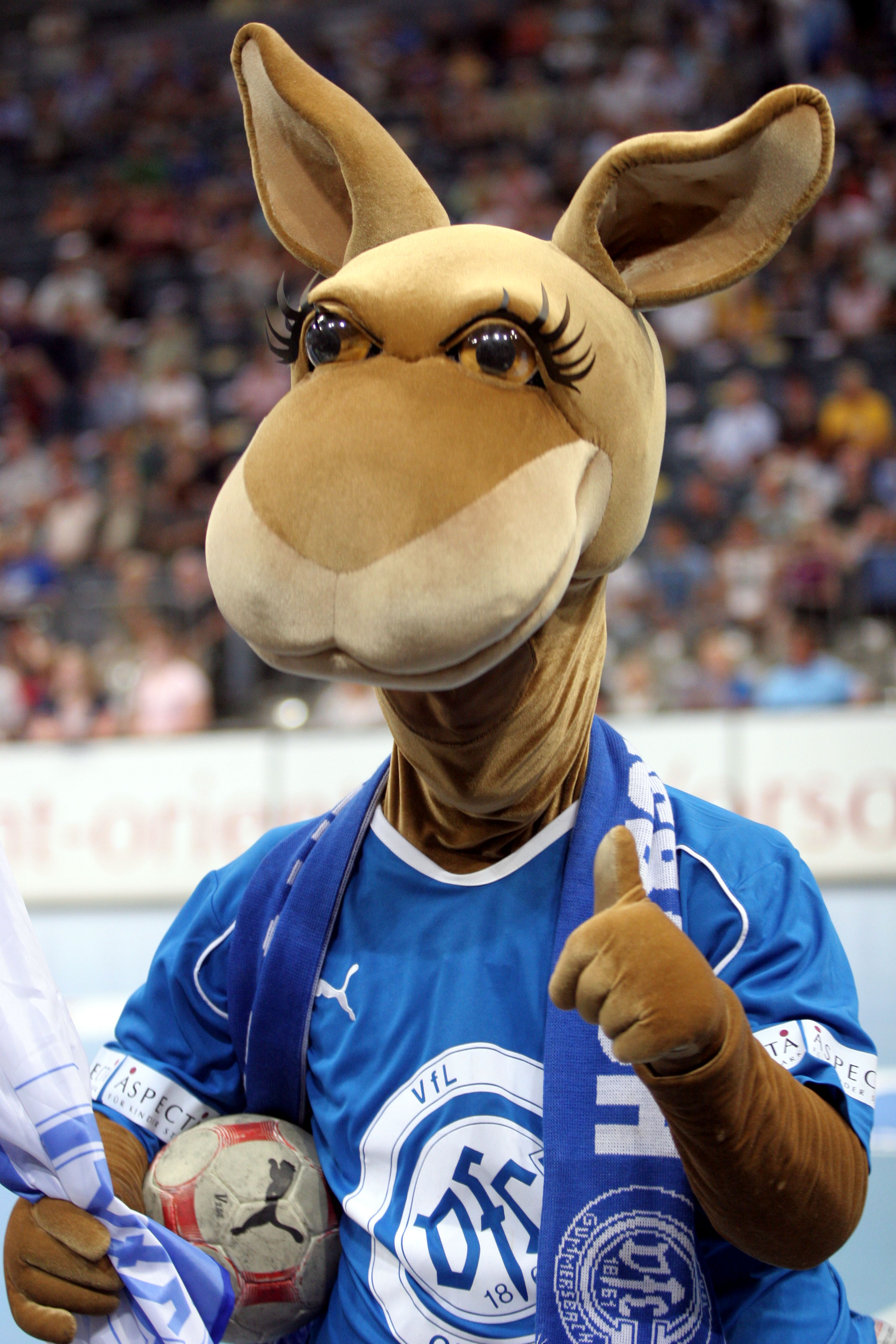
"Gummi", klubbens maskot.

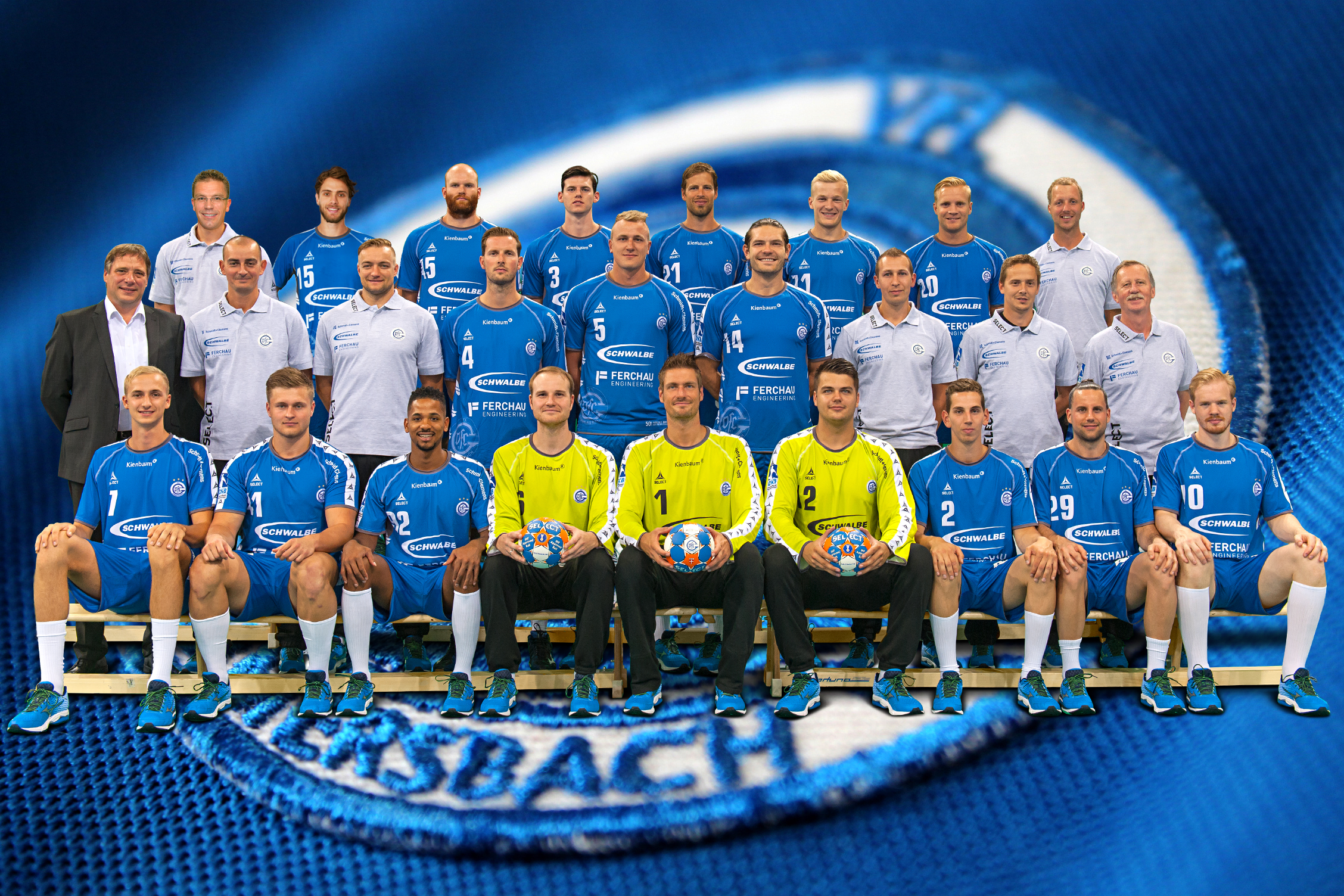
Spelartruppen, säsongen 2015/2016.

VfL Gummersbach är en tysk handbollsklubb från Gummersbach, Nordrhein-Westfalen. Idrottsföreningen bildades den 3 mars 1861 och handbollssektionen 1923.

## Spelartrupp
| Nr | Land     | Pos | Namn                    |
| -- | -------- | --- | ----------------------- |
| 1  | Tyskland | MV  | Carsten Lichtlein       |
| 16 | Tyskland | MV  | Matthias Puhle          |
| 25 | Tyskland | MV  | Lasse Hasenforther      |
| 2  | Tyskland | H6  | Tobias Schröter         |
| 3  | Tyskland | M9  | Simon Ernst             |
| 4  | Tyskland | M9  | Christoph Schindler     |
| 5  | Tyskland | V9  | Julius Kühn             |
| 6  | Tyskland | V6  | Max Jaeger              |
| 7  | Tyskland | H9  | Florian Baumgärtner     |
| 8  | Tyskland | M9  | Sebastian Schöneseiffen |

| Nr | Land      | Pos | Namn                  |
| -- | --------- | --- | --------------------- |
| 10 | Frankrike | H9  | Alix Kévynn Nyokas    |
| 14 | Tyskland  | M6  | Evgeni Pevnov         |
| 23 | Tyskland  | M6  | Marcel Timm           |
| 27 | Tyskland  | V6  | Kevin Schmidt         |
| 29 | Tyskland  | H6  | Florian von Gruchalla |
| 33 | Tyskland  | V6  | Daniel Mestrum        |
| 41 | Tyskland  | M6  | Andreas Heyme         |
| 45 | Tyskland  | M6  | Alexander Becker      |
| 71 | Tyskland  | V9  | Andreas Schröder      |

## Meriter
Inhemskt
- Tyska mästare: 12 (1966, 1967, 1969, 1973, 1974, 1975, 1976, 1982, 1983, 1985, 1988, 1991)
- Tyska cupmästare: 5 (1978, 1979, 1982, 1983, 1985)

Internationellt
- Europacupen: 5 (1967, 1970, 1971, 1974, 1983)
- Cupvinnarcupen: 4 (1978, 1979, 2010, 2011)
- EHF-cupen: 2 (1982, 2009)

## Tidigare spelare i urval
- Heiner Brand (1959–1987)
- Joachim Deckarm (–1979)
- Mark Dragunski (2003–2005)
- Nándor Fazekas (2006–2009)
- Momir Ilić (2006–2009)
- Stefan Kretzschmar (1993–1996)
- Yoon Kyung-shin (1996–2006)
- Kentin Mahé (2011–2013)
- Daniel Narcisse (2004–2007)
- Hans-Günther "Hansi" Schmidt (1964–1976)
- Guðjón Valur Sigurðsson (2005–2008)
- Andreas Thiel (1979–1991)
- Erhard Wunderlich (1976–1983)